# Pura Emoção: O Melhor de Chitãozinho & Xororó
Pura Emoção: O Melhor De Chitãozinho & Xororó é uma coletânea musical da dupla sertaneja Chitãozinho & Xororó, lançada no ano de 1998. Conta com todos os sucessos da dupla na gravadora, desde "Página Virada" (Os Meninos do Brasil, 1989) passando pela inédita "Pura Emoção" (1998), versão brasileira para "Achy Breaky Heart" de Billy Ray Cyrus lançada na trilha sonora da novela Corpo Dourado tendo a versão normal e uma mais lenta, que encerra a coletânea. 

## Faixas
| N.º            | Título                                                      | Compositor(es)                                                            | Álbum original              | Duração |  |
| 1.             | "Pura Emoção" (Achy Breaky Heart)                           | Don Von Tress versão: Dudu Falcão                                         |                             | 3:24    |  |
| 2.             | "Evidências"                                                | José Augusto Paulo Sérgio Valle                                           | Cowboy do Asfalto (1990)    | 4:54    |  |
| 3.             | "Bailão de Peão"                                            | Maria da Paz Nino                                                         | Chitãozinho & Xororó (1995) | 3:31    |  |
| 4.             | "Brincar de Ser Feliz"                                      | Maria da Paz Nino                                                         | Planeta Azul (1991)         | 4:01    |  |
| 5.             | "Coração Sertanejo"                                         | Neuma Morais Neon Morais                                                  | Clássicos Sertanejos (1996) | 3:37    |  |
| 6.             | "Feito Eu"                                                  | Rick Alexandre                                                            | Chitãozinho & Xororó (1995) | 3:43    |  |
| 7.             | "Caminhoneiro" (Gentle On My Mind)                          | John Hartford versão: Roberto Carlos Erasmo Carlos                        | Coração do Brasil (1994)    | 5:42    |  |
| 8.             | "Página Virada"                                             | José Augusto Paulo Sérgio Valle                                           | Os Meninos do Brasil (1989) | 4:27    |  |
| 9.             | "Nuvem de Lágrimas"                                         | Paulo Debétio Paulinho Rezende                                            | Cowboy do Asfalto (1990)    | 4:08    |  |
| 10.            | "Um Homem Quando Ama" (Have You Ever Really Loved a Woman?) | Bryan Adams Mutt Lange Michael Kamen versão: Darci Rossi Maulívio Pereira | Chitãozinho & Xororó (1995) | 4:49    |  |
| 11.            | "Pode Ser Pra Valer"                                        | Joel Marques Maracaí                                                      | Tudo por Amor (1993)        | 3:38    |  |
| 12.            | "Página de Amigos"                                          | Rick Alexandre                                                            | Chitãozinho & Xororó (1995) | 3:36    |  |
| 13.            | "Vez em Quando Vem Me Ver"                                  | Carlos Randall Danimar                                                    | Chitãozinho & Xororó (1995) | 3:49    |  |
| 14.            | "Pura Emoção" (Achy Breaky Heart - Versão Lenta)            | Don Von Tress versão: Dudu Falcão                                         |                             | 4:00    |  |
| Duração total: | Duração total:                                              | Duração total:                                                            | Duração total:              | 57:19   |  |

## Certificações
| Brasil (ABPD)                             | Platina | 1998 | 250.000* |
| *número de vendas baseado na certificação |         |      |          |